# Krimpenerwaard (commune)
Krimpenerwaard est une commune néerlandaise située en province de Hollande-Méridionale. Établie le 1er janvier 2015 sur une surface de 161,3 km2 par la fusion des communes de Nederlek, Ouderkerk, Vlist, Bergambacht et Schoonhoven, elle compte 54 287 habitants selon le recensement effectué cette année. Elle est nommée d'après le Krimpenerwaard.

## Géographie

### Localités

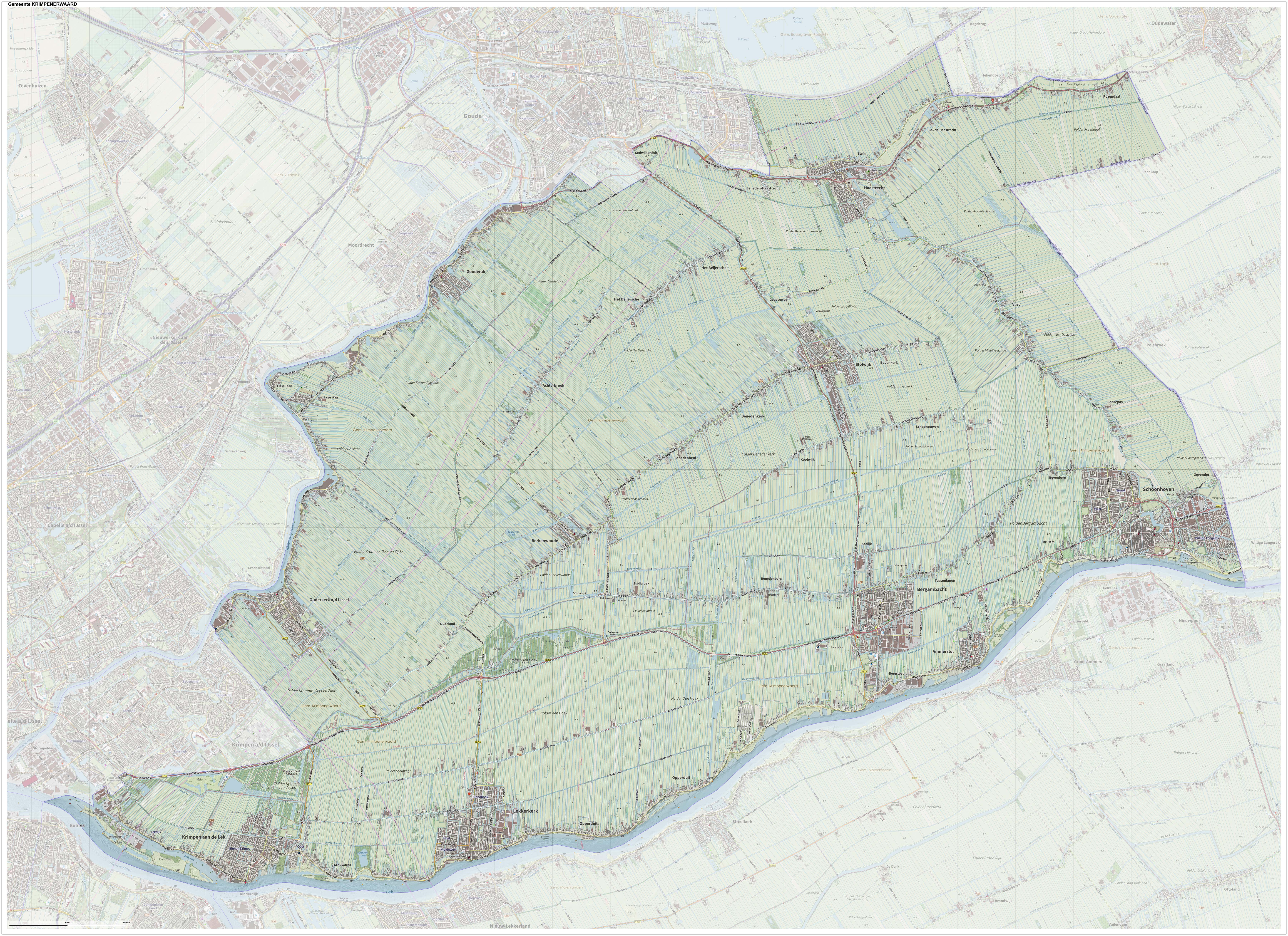
Carte topographique de la commune (2019).

Les principaux centres urbains de la commune sont Ammerstol, Berkenwoude, Bergambacht, Gouderak, Haastrecht, Krimpen aan de Lek, Lekkerkerk, Ouderkerk aan den IJssel, Schoonhoven, Stolwijk et Willige Langerak.
Les villages et hameaux d'Achterbroek, Beneden-Haastrecht, Benedenberg, Benedenheul, Benedenkerk, 't Beijersche, Bonrepas, Boven-Haastrecht, Bovenberg, Bergstoep, Goudseweg, De Hem, Kadijk, Koolwijk, Lageweg, Opperduit, Oudeland, Rozendaal, Schoonouwen, Schuwacht, Stein, Tussenlanen, IJssellaan, Vliet, Vlist et Zuidbroek constituent de plus petites zones d'habitation.

### Communes limitrophes
| Gouda                             | Bodegraven-Reeuwijk | Oudewater |
| Zuidplas                          | Krimpenerwaard      | Lopik     |
| Krimpen aan den IJssel Ridderkerk | Molenlanden         |           |